# Josef Grohmann
Josef Grohmann (29. srpna 1821 Kunratice u Cvikova – 5. prosince 1888 tamtéž) byl rakouský politik německé národnosti z Čech, poslanec Českého zemského sněmu.

## Biografie
Působil jako hostinský v Kunraticích. Od roku 1870 byl členem okresního výboru. Byl okresním tajemníkem a roku 1887 se stal předsedou okresního výboru. Byl obecním starostou.
V 80. letech se zapojil i do vysoké politiky. V doplňovacích volbách v listopadu 1885 byl zvolen na Český zemský sněm, kde zastupoval kurii venkovských obcí, obvod Česká Lípa, Mimoň, Hajda, Cvikov. Kandidoval jako nezávislý německý kandidát. Orientován byl jako německý liberál (tzv. Ústavní straně, liberálně a centralisticky orientovaná, odmítající federalistické aspirace neněmeckých etnik). V lednu 1887 byl prohlášen za vystouplého ze sněmu. Šlo o součást pasivní rezistence, kdy němečtí poslanci protestovali proti nenaplnění jejich státoprávních a jazykových požadavků a fakticky zahájili bojkot sněmu. Manifestačně byl opět zvolen v září 1887.
Zemřel v prosinci 1888 v rodných Kunraticích.